# Dirty (Sonic Youth)
| Recensione           | Giudizio |
| -------------------- | -------- |
| AllMusic             |          |
| Blender              |          |
| Chicago Tribune      |          |
| Entertainment Weekly | A        |
| Los Angeles Times    |          |
| NME                  | 9/10     |
| Pitchfork            | 8.6/10   |
| Rolling Stone        |          |
| Uncut                |          |
| The Village Voice    | A        |

Dirty è il settimo album del gruppo statunitense Sonic Youth, registrato nel 1992 e pubblicato il 21 luglio dello stesso anno.
A differenza dei precedenti album della band newyorkese, Dirty assume sonorità più grunge (Drunken Butterfly, Chapel Hill), seguendo il filone dettato dal successo dei Nirvana, ma non abbandona del tutto le caratteristiche proprie del gruppo, ossia il noise rock, lo shoegaze e il rock alternativo.
È anche l'album più apertamente "politico" dei Sonic Youth, come rivelano le tracce Youth Against Fascism, Swimsuit Issue e Chapel Hill.
Il disco è stato ripubblicato come doppio CD, in edizione deluxe, il 25 marzo 2003: comprende, oltre alla versione originale del disco, B-side, demo e versioni ri-registrate di alcune canzoni.

## Tracce

### Pubblicazione originale
1. 100% - 2:28
2. Swimsuit Issue - 2:57
3. Theresa's Sound World - 5:27
4. Drunken Butterfly - 3:03
5. Shoot - 5:16
6. Wish Fulfillment - 3:24
7. Sugar Kane - 5:56
8. Orange Rolls, Angel's Spit - 4:17
9. Youth Against Fascism - 3:36
10. Nic Fit - 0:59
11. On the Strip - 5:41
12. Chapel Hill - 4:46
13. JC - 4:01
14. Purr - 4:21
15. Créme Brûlèe - 2:33
16. Stalker (bonus track presente solo sulla versione vinile)

### Edizione Deluxe

#### Disco 1
The Original Album
1. "100%" – 2:28
2. "Swimsuit Issue" – 2:57
3. "Theresa's Sound-World" – 5:27
4. "Drunken Butterfly" – 3:03
5. "Shoot" – 5:16
6. "Wish Fulfillment" – 3:24
7. "Sugar Kane" – 5:56
8. "Orange Rolls, Angel's Spit" – 4:17
9. "Youth Against Fascism" – 3:36
10. "Nic Fit" (Untouchables) – 0:59
11. "On the Strip" – 5:41
12. "Chapel Hill" – 4:46
13. "JC" – 4:01
14. "Purr" – 4:21
15. "Créme Brûlèe" – 2:33

B-Sides
1. "Stalker" – 3:01
2. "Genetic" (lyrics/vocals Ranaldo) – 3:35
3. "Hendrix Necro" (lyrics/vocals Gordon) – 2:49
4. "The Destroyed Room" (lyrics/vocals Gordon) – 3:21

#### Disco 2
B-Sides
1. "Is It My Body" (Alice Cooper) – 2:52
2. "Personality Crisis" (New York Dolls) – 3:41
3. "The End of the End of the Ugly" – 4:19
4. "Tamra" – 8:34

Demos & Rehearsals
1. "Little Jammy Thing" – 2:20
2. "Lite Damage" – 5:22
3. "Dreamfinger" – 7:41
4. "Barracuda" – 4:22
5. "New White Kross" – 1:29
6. "Guido" – 3:50
7. "Stalker" – 3:37
8. "Moonface" – 4:44
9. "Poet in the Pit" – 2:41
10. "Theoretical Chaos" – 3:07
11. "Youth Against Fascism" – 5:03
12. "Wish Fulfillment" – 3:50

## Formazione
- Thurston Moore - voce, chitarra
- Lee Ranaldo - chitarra, voce in Wish Fulfillment
- Kim Gordon - basso, voce in Swimsuit issue, Drunken butterfly, Shoot, Orange rolls, Angel's split, On the strip, JC, Creme Brulée
- Steve Shelley - batteria

## Curiosità
La copertina dell'album è stata realizzata dall'artista contemporaneo Mike Kelley.